# Zadié
Zadié é um departamento da província de Ogooué-Ivindo, no Gabão. Sua capital é a cidade de Mékambo.